# ديفيد جونز (كاتب)
دايفيد جونز (بالإنجليزية: David Jones)‏ (و. 1895 – 1974 م) هو رسام، وشاعر، ورسام توضيحي، وكاتب، من المملكة المتحدة، توفي عن عمر يناهز 79 عاماً.

## الخدمة العسكرية
خدم في الجيش البريطاني.

## جوائز
حصل على جوائز منها:
- جائزة بولينغن [الإنجليزية]‏.

## روابط خارجية
- دايفيد جونز على موقع الموسوعة البريطانية (الإنجليزية)
- دايفيد جونز على موقع ميوزك برينز (الإنجليزية)